# Aparaphysaria
Aparaphysaria es un género de hongos en la familia Pyronemataceae.